# Operațiunea Highjump

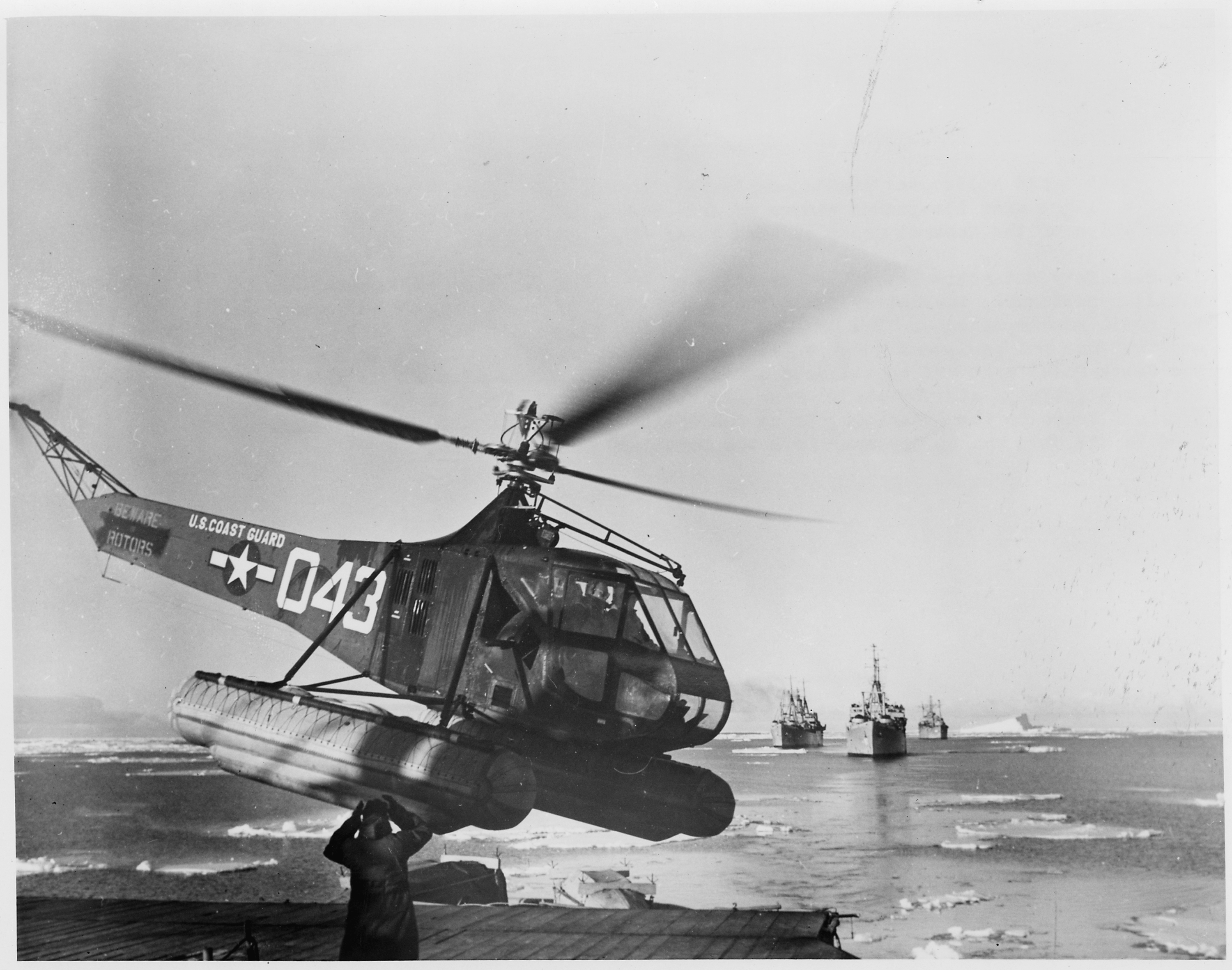

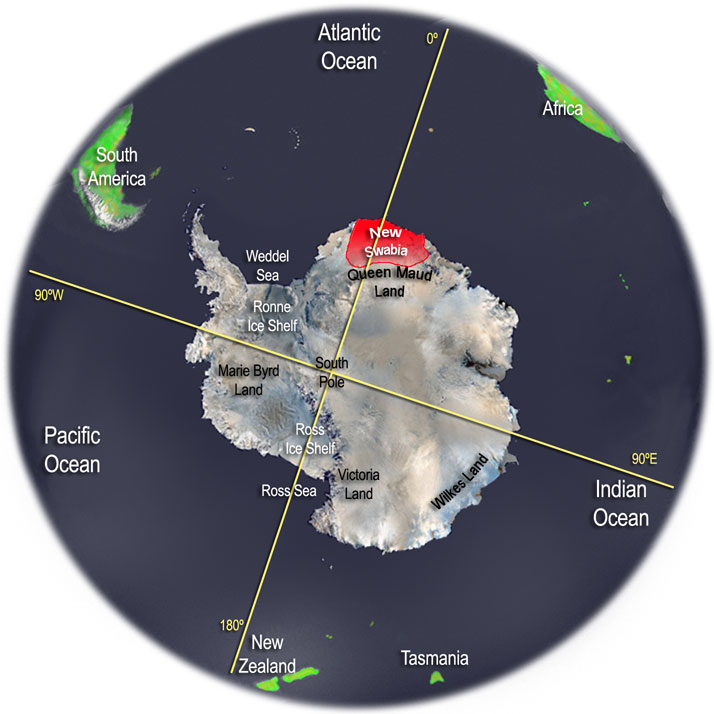

Operațiunea Highjump (OpHjp), numită oficial în engleză ca The United States Navy Antarctic Developments Program, 1946-1947, a fost o operațiune americană în Antarctica organizată de amiralul Richard E. Byrd Jr., USN (r) și condusă de amiralul Richard H. Cruzen. Acestă operațiune a fost lansată la 26 august  1946 și a durat până în 1947. A fost desfășurată o forță impresionantă: 5.000 de oameni, 13 nave și 26 de aeronave, fiind cea mai mare expediție antarctică din istorie. Misiunea principală a Operațiunii Highjump a fost de a stabili în Antarctica baza de cercetare Little America IV.
În 1946, secretarul american al Marinei James Forrestal a adunat o uriașă forță navală de amfibii pentru o expediție antarctică ce urma să dureze șase–opt luni. Pe lângă nava-amiral USS Mount Olympus și portavionul USS Philippine Sea, ea conținea treisprezece vase de suport ale Marinei, șase elicoptere, șase bărci zburătoare, două operatoare de hidroavion și cincisprezece alte avioane. Grupul a sosit în Marea Ross la 31 decembrie 1946, și a efectuat observații aeriene asupra unei zone întinsă cât jumătate din Statele Unite, cartografiind zece noi lanțuri muntoase. Zona principală acoperită a fost coasta de est a Antarcticii de la 150 de grade longitudine estică până la meridianul Greenwich.
Operațiunea Highjump este, de asemenea, asociată cu teoria pământului gol, ipoteza intraterestră și OZN-urile, OZN-urile și al Treilea Reich și cu baza nazistă Noua Șvabia, generând astfel numeroase teorii ale conspirației. Unele dintre aceste teorii sugerează că scopul expediției nu a fost unul științific, ci militar. Aceasta teorie se bazează pe faptul că mai mult de jumătate dintre navele care au participat la această operațiune au fost parte a Marinei SUA și că regiunea în care a avut loc misiunea a fost revendicată anterior de către Germania nazistă la 19  ianuarie  1939 în urma unei expediții germane.